# Gouttière (architecture)
Pour les articles homonymes, voir Gouttière.

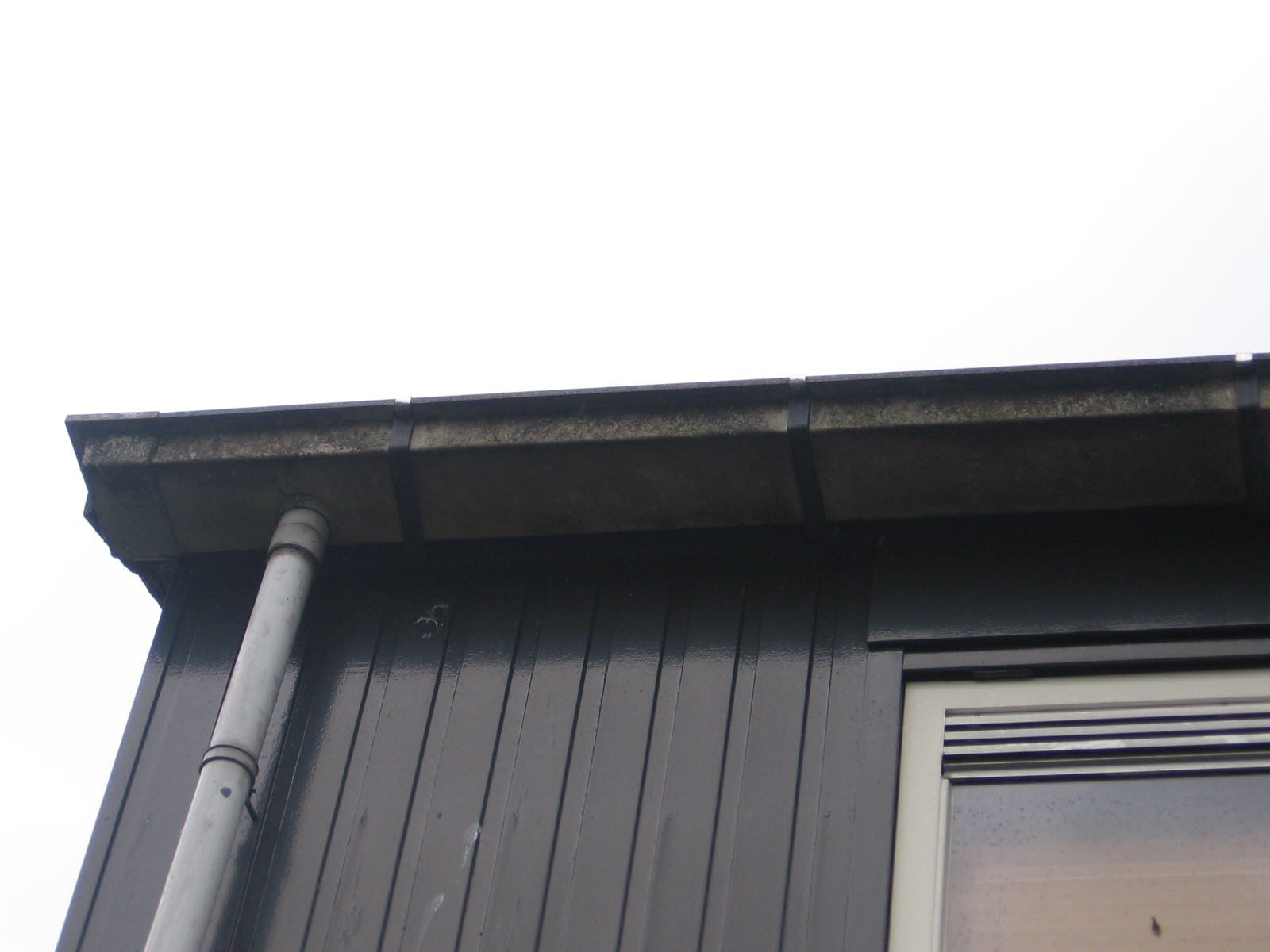
Gouttière

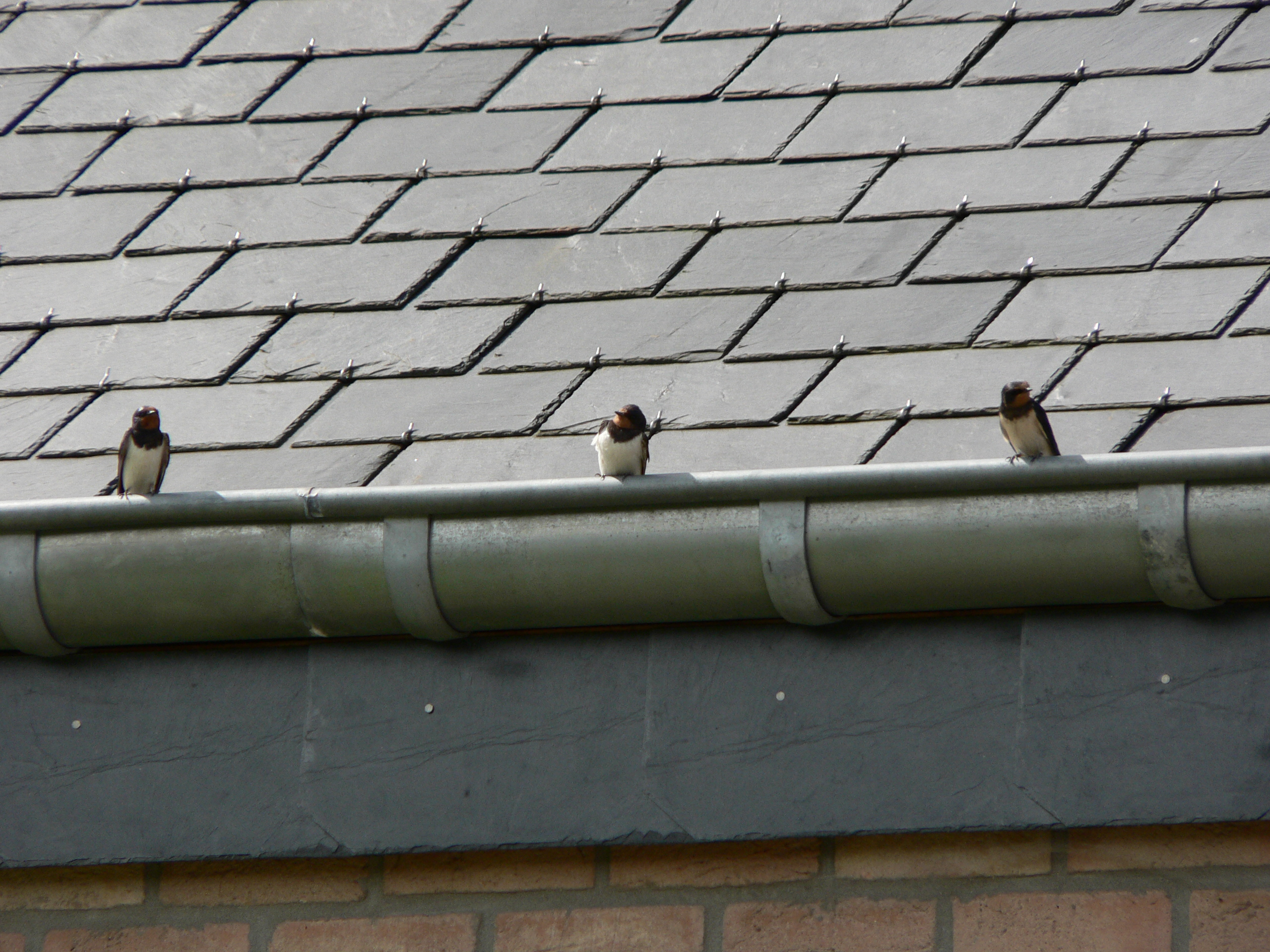
Trois hirondelles sur la gouttière d'un toit d'ardoise.

Une gouttière est un ouvrage de collecte des eaux pluviales disposé à l'égout d'un toit. Elle diffère d'un chéneau par la nature discontinue de son support. Le chéneau est posé sur une fonçure faite généralement de voliges ou de frises jointives, quelquefois de plâtre. La gouttière est portée par des crochets dont les profils caractérisent des façons régionales.
La gouttière est dite pendante quand les crochets sont fixés à l'extrémité des chevrons en saillie, soit directement, soit par l'intermédiaire d'un bandeau d'égout. Elle est dite rampante si les crochets sont fixés à la face supérieure des chevrons ou au voligeage de l'égout. On la pose aussi sur entablement à la façon anglaise, ou sur des crochets munis d'une chevillette fichée dans le mur gouttereau, à la façon du Nord.
On utilise pour façonner les gouttières divers métaux laminés assez rigides pour franchir sans risque de fluage la distance entre les chevrons : le zinc, le cuivre, le fer galvanisé, l'acier inoxydable et l'aluminium, et aussi le PVC.
Elles sont composées d'éléments de longueur standardisée, emboîtés et soudés (ou collés). Elles peuvent aussi être roulées ou profilées en pleine longueur d'usage sur le chantier. Les talons ferment les extrémités. Le fond est ouvert en bas de pente par une naissance ou moignon qui déverse l'eau dans la descente directement, par une volée de coudes ou par une cuvette.

## Historique

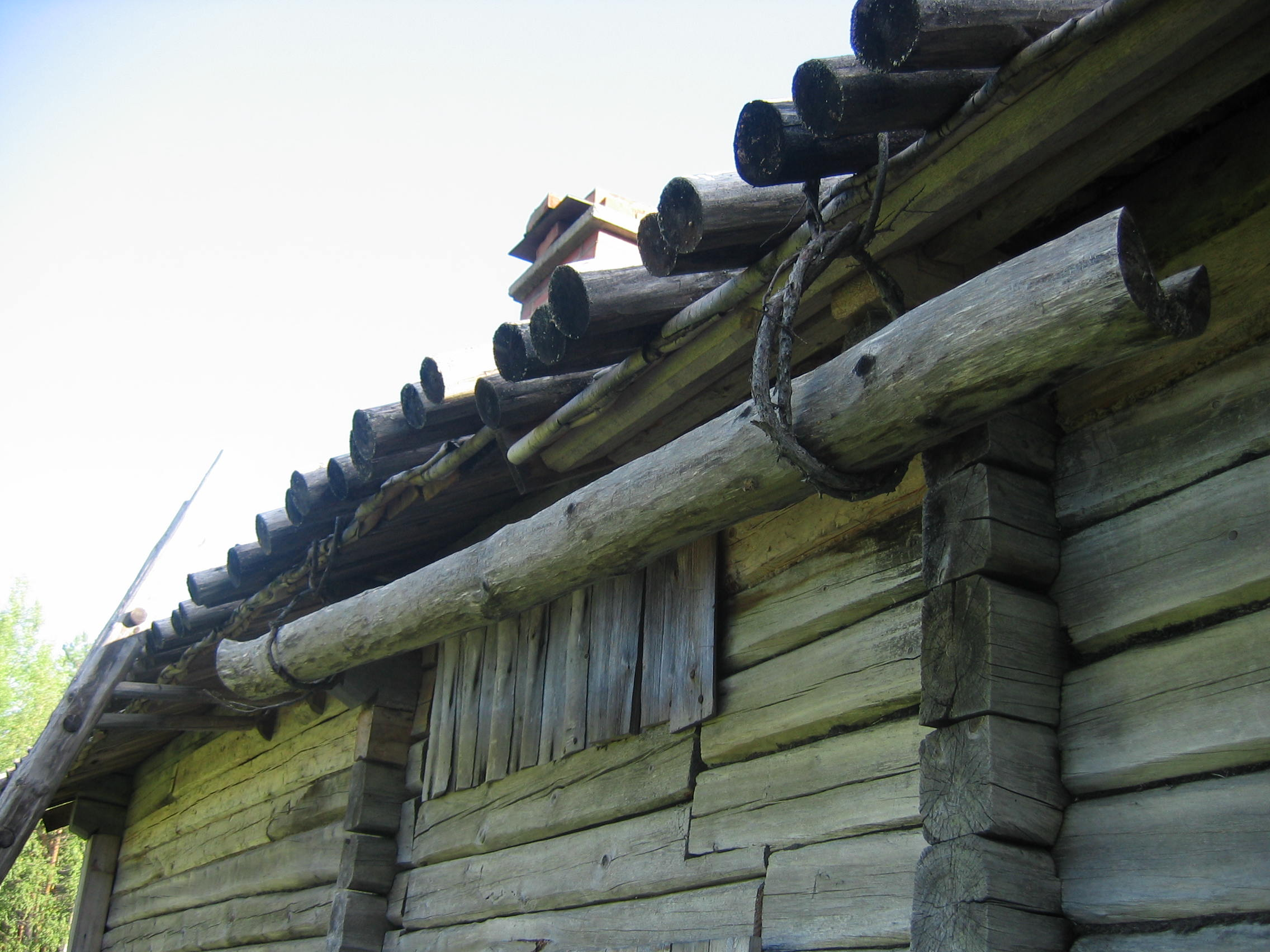
En Finlande, gouttière en bois, elle protège le seuil du rideau de pluie.

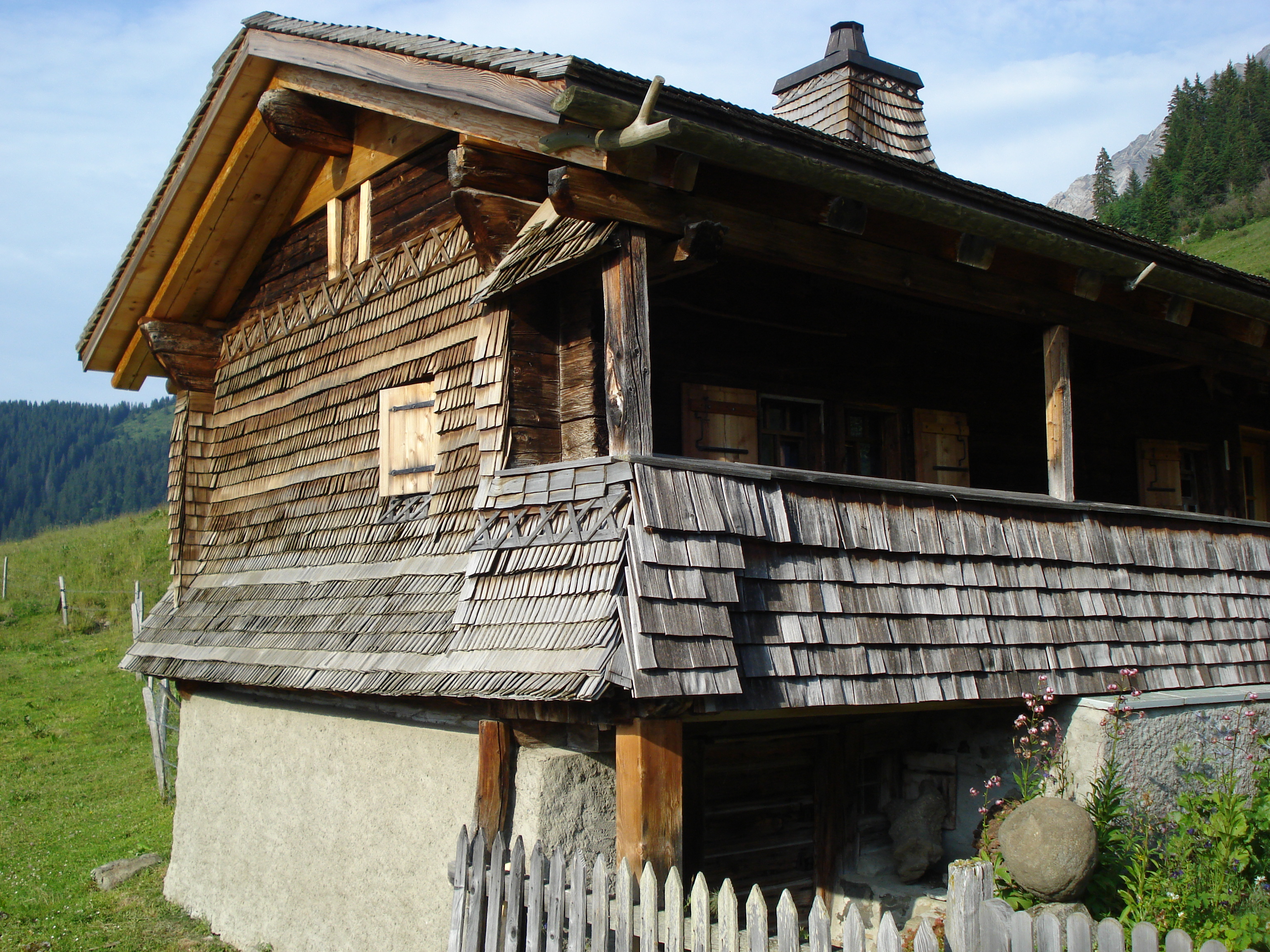
En Suisse, le fut recreusé est porté par des potences clouées.

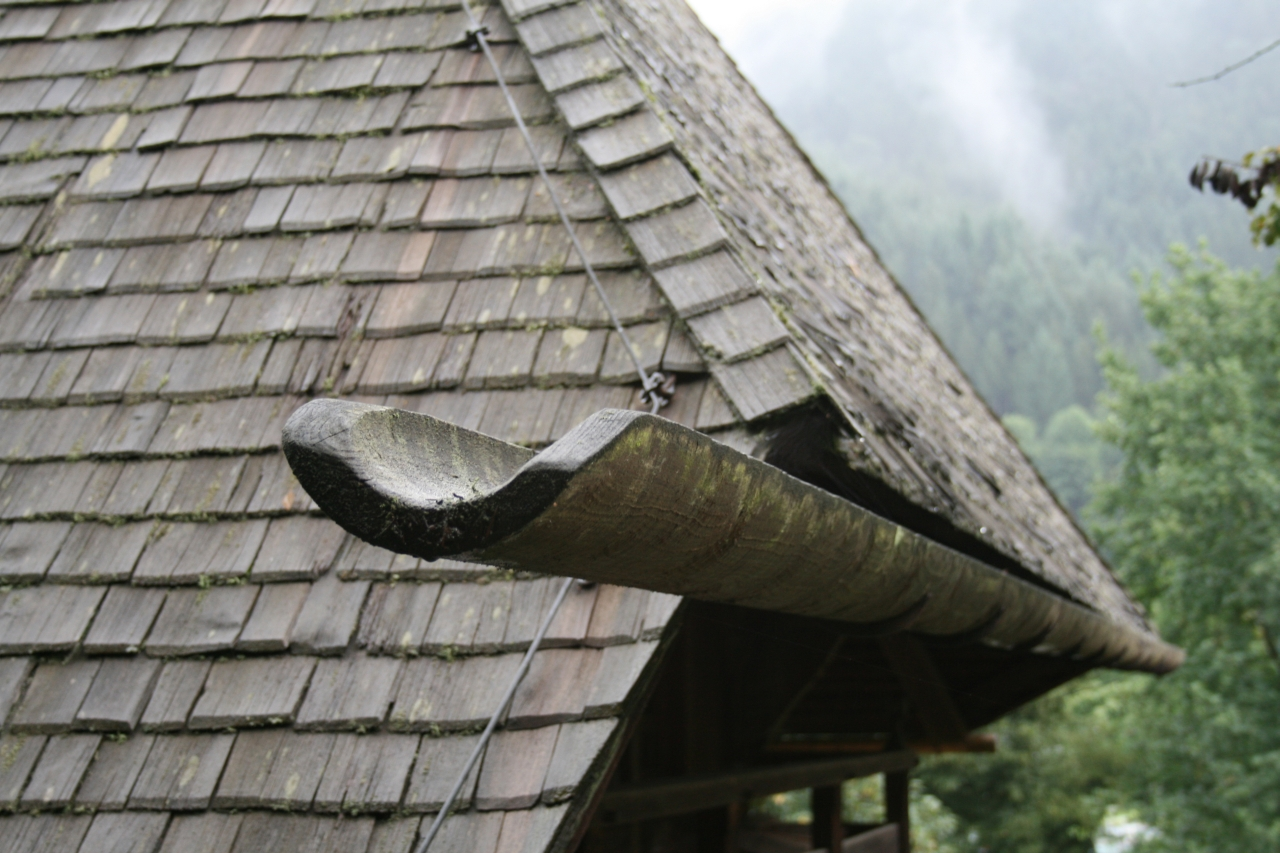
Gouttière en bois. Maison traditionnelle en bois, Forêt-Noire, Allemagne

La nécessité d'éloigner le ruissèlement du toit des fondations de l'édifice s'est avérée dès que l'homme sédentaire a voulu assurer la pérennité de son installation et la conservation de ses victuailles. On a eu recours, tout d'abord, à une large saillie de l'égout à l'aplomb duquel on aménageait un caniveau destiné à évacuer l'eau dans la pente du terrain ou vers un cours d'eau naturel. Cet usage garda sa pertinence autant que l'habitat resta peu groupé.
La densité d'occupation des cités, surtout quand elles se renfermèrent dans des murs, imposa un contrôle plus rigoureux de la destination des eaux pluviales. On en vint à concevoir une collecte par réseaux publics, intégrés à la voirie et composés de caniveaux de rue et d'égouts souterrains. L'adduction privée y aboutissait par des gargouilles au bas de la pente de chéneaux de pierre parfois revêtue de plomb, lesquels chéneaux couraient sur les murs gouttereaux.

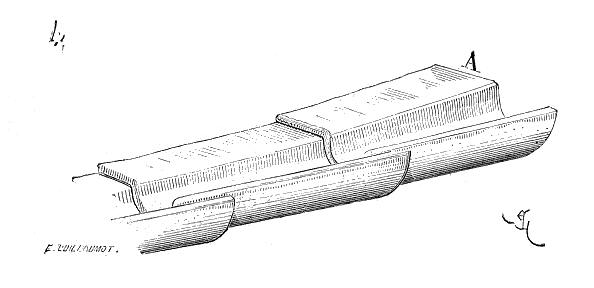
Tuiles gouttières

Viollet-le-Duc mentionne, dans son Dictionnaire raisonné, des tuiles gouttières utilisées depuis le XIIe siècle  sur l'habitat bourgeois. Ce sont de longues tuiles de courant souvent vernissées et dont une rive est rabattue et prolongée en méplat pour former une queue qu'on scelle entre l'entablement et le rang de doublis. L'usage en est encore vivant dans le Roussillon et en Catalogne.
En 1845 M. Toussaint de Sens définit la gouttière dans le vocabulaire qu'il annexe à son manuel d'architecture, puis il ajoute qu'« on en fait aussi en bois de chêne recreusé. » Augustin Magné et Henri Somme signalent encore en 1947 des gouttières en bois: « …on en voit encore dans les campagnes composées simplement de deux planches clouées d'équerre et aboutissant à une descente formée d'une simple corde tendue par le poids d'une pierre qui conduit, tant bien que mal, l'eau dans un tonneau. »
Avant le XIXe siècle, dans les Alpes où le bois abonde, on creusait des demi-futs de résineux minces qu'on fixait à l'aide de chevilles sous l'égout des toits de bardeaux. C'est une façon que l'on peut encore observer au début du XXIe siècle dans certaines vallées de Savoie, et dans d'autres pays où l'on construit en bois.
À Ouessant, où l'eau douce est rare, une ruellée de mortier biaise disposée à l'égout, dirige le ruissellement vers une citerne. On trouve aussi en pays Bigouden des ruellées rampantes en forme d'accent circonflexe au-dessus de la porte, pour protéger le seuil du rideau de pluie.
Les premières vraies gouttières étaient en cuivre et permettaient au mur gouttereau de devenir la façade du bâtiment. Pourtant, ce n'est que dans la deuxième moitié du XIXe siècle, avec l'essor de l'industrie du zinc laminé, que l'usage des gouttières se répandit dans les centres urbains. Les travaux haussmanniens favorisèrent l'élaboration et la diffusion de cette nouvelle technique qui se généralisa bientôt.

## Les parties de la gouttière

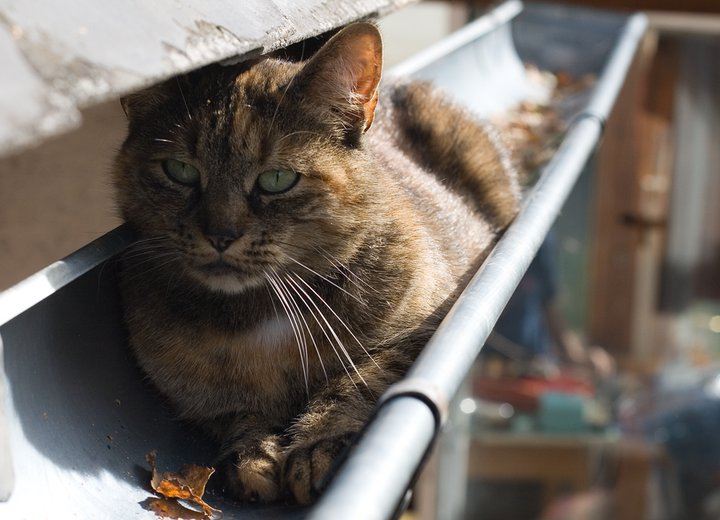
À gauche, le dosseret à pince, un peu plus haut que l'ourlet, à droite.

La gouttière forme une rigole dont le fond est en pente, chacune de ses extrémités est fermée par un talon rapporté et soudé ou emboité. Le fond du bas de pente est ouvert par une naissance cylindrique ou conique dont le collet battu est soudé, et qui dirige le ruissellement vers un tuyau de descente ou vers un « jet de volée », d'où l'eau tombe directement au sol.
Elle est fabriquée industriellement en éléments de deux, quatre ou six mètres par profilage de bandes de métal, ou façonnée par le zingueur en atelier ou sur le chantier. La rive extérieure est ourlée d'un « boudin » pour améliorer la rigidité et l'aspect, la rive intérieure ou dosseret a le bord franc ou muni d'une pince assez ouverte.
Les éléments peuvent être emboités à recouvrement, quelquefois rivetés, et collés ou soudés jusqu'à atteindre une longueur totale de dix à douze mètres pour le zinc et le PVC, et davantage pour l'aluminium, le cuivre et l'acier. La nécessité de ménager un jeu pour la dilatation interdit de dépasser des longueurs définies par les normes (en France, le DTU 40-41 pour le zinc). Au-delà de ces longueurs, on doit diviser la gouttière par un joint de dilatation. Les joints de dilatation sont de plusieurs sortes :
- les joints à besace dont les éléments sont emboités mais non soudés, chacun a son talon et les talons sont couverts d'une pièce de zinguerie: la besace qui protège du ruissèlement le pertuis qu'on laisse entre eux et rejette l'eau de part et d'autre, dans les gouttières qu'on aboute ;
- les joints de néoprène qui sont posés au fond d'une jonction non soudée et soudés à chacun des éléments qu'ils joignent ;
- les joints coulissants de PVC, sans collage.

Les joints à besace ont l'inconvénient de diviser la pente et d'ajouter des descentes.
Les éléments peuvent aussi être joints en retour d'angle lorsque la ligne d'égout est brisée par un arêtier ou par une noue. Les deux bouts à joindre sont coupés d'onglet et l'on façonne un bord, par étirage et rétreint, au côté qui recouvre, puis l'on soude. Des retours d'équerre sont emboutis en usine.

## Les types de gouttières
La gouttière peut être suspendue sous un égout saillant ou posée sur un entablement par l'intermédiaire de crochets qui déterminent la pente. C'est alors une gouttière pendante, dont le dosseret est dans un plan vertical donc sécant au plan du rampant. Les gouttières pendantes ont souvent le profil demi-circulaire, on les appelle « demi-ronde ». Il y en a une variante, la gouttière lyonnaise, qui a l'ourlet plus gros. On en fait d'autres dont le profil est rectangulaire et certaines dont la face est ornée de moulures parfois même estampées de guirlandes florales. Sur entablement, on pose la gouttière anglaise, demi-ronde à gros ourlet, dont le développement latéral est inconstant pour que l'ourlet reste de niveau.
Certaines gouttières sont posées sur le bas du rampant, leur dosseret est dans le plan du rampant, ce sont les gouttières rampantes. Il en existe quelques variantes régionales dont l'ourlet se relève par une courbure tangente ou par un pli. Un pli de cent dix degrés fait un relevé de huit ou dix centimètres à la gouttière nantaise, dite aussi gouttière Laval. La gouttière ardennaise, dite aussi gouttière havraise, est roulée selon un rayon de cinq centimètres environ sur cent quarante degrés.
Chaque type régional peut être façonné en plusieurs dimensions selon le débit d'eau qu'on attend qu'il aura. La dimension, définie par la largeur développée en centimètre, est de dix-sept, vingt-cinq, trente-trois ou quarante : les divisions entières par douze, huit, six et cinq de la feuille de deux mètres qu'on fabriquait exclusivement au XIXe siècle. Les gouttières rampantes peuvent aussi être façonnées à développement variable; on règle alors le dosseret de niveau pour éviter le tranchis d'égout biais.

## Les matériaux utilisés
Les gouttières, surtout en milieu urbain, sont façonnées le plus souvent dans des feuilles de métal laminé (acier galvanisé adapté au climat montagnard, acier inoxydable, aluminium brut ou laqué, cuivre ou zinc). On les monte aussi à partir d'éléments moulés en PVC (moins chers et plus légers, résistants à la corrosion mais au moins bon vieillissement) ou en fibrociment. Certaines façons traditionnelles étroitement localisées font usage de bois ou de terre cuite.
Les gouttières en aluminium, sont elles profilées en continu sur le site de pose. Les parties droites sont sauf très grandes longueurs en une seule pièce, en cas de raccord « en angle » des pièces d'adaptation permettent une jonction par rivetage et jointoiement en silicone. Ce matériau est en outre revêtu d'une laque « époxy » dans une gamme de couleur contribuant à une meilleure esthétique des constructions.

## La pose
Le débit d'une gouttière dépend de sa pente, de la surface, et de la forme de la section de son écoulement. On admet que la pente ne doit pas être inférieure à cinq millimètres par mètre, mais la dénivellation des extrémités d'une gouttière de douze mètres atteint six centimètres qui ne peuvent guère être dépassés sans désordres techniques et esthétiques. Aussi s'en tient-on souvent à cette pente raisonnable.
La section d'écoulement doit être considérée la gouttière étant en place, avec le dosseret plus haut que l'ourlet de dix millimètres au moins, pour tourner à l'extérieur d'éventuels débordements. Sa surface est en proportion du carré de la largeur développée de la gouttière. Le DTU 60.11 donne un tableau qui permet d'évaluer la section minimale nécessaire à desservir une toiture mesurée en plan. Les sections minimales requises de formes rectangulaires et triangulaires doivent être majorées respectivement de dix et de vingt pour cent. Ainsi une gouttière demi-ronde pendante de vingt-cinq permet de traiter l'égout d'un pan de couverture (ou d'un ensemble de pans) dont la surface en plan égale trente-sept mètres carrés, tandis que celle de trente-trois traite une surface en plan de quatre-vingt-cinq mètres carrés.

## Précautions
Les gouttières obstruées provoquent une accumulation d’eau, ce qui peut occasionner des infiltrations dans la maison. Ayant du mal à s’écouler, cette eau stagnante favorise la prolifération des moustiques et des mauvaises herbes dans les gouttières.
Pour prévenir l’obstruction des gouttières, il est important de nettoyer régulièrement les feuilles et autres débris qui s’y accumulent. Les gouttières bouchées peuvent déborder et miner les fondations, endommager la charpente de toit et favoriser la formation de blocs de glace par temps froid.

## Protège-gouttières
Le protège-gouttières aide la gouttière à remplir son rôle, qui est de capter l’eau qui ruisselle sur le toit et de l’éloigner des façades et des fondations de la maison. Il empêche ainsi les feuilles, les déchets végétaux, la poussière, les aiguilles et la mousse de s’y accumuler, réduisant du coup les risques d’obstruction de la gouttière ou de la descente et l’entretien nécessaire pour les garder propres. Le protège-gouttière permet également de garder la neige et la glace hors des gouttières, favorisant ainsi un bon écoulement de l’eau toute l’année. Enfin, il sert de barrière contre la vermine pour éviter que les petits animaux, les oiseaux et les insectes n’entrent dans la gouttière.

### Types de protège-gouttières
On trouve plusieurs sortes de dispositifs de protection de gouttières sur le marché : des protège-gouttières encliquetables en métal et en plastique, des modèles en acier inoxydable, à filtres et à charnières, des crépines, des couvre-gouttières en métal et en plastique et même des brosses qui ressemblent à d’énormes chenilles velues.
Certains protège-gouttières sont composés d’un filet ou d’un treillis, en rouleau ou en morceaux, qu’on installe sur les gouttières. Généralement, ce filet est en métal, mais il en existe également des modèles en plastique. On retrouve également des plaques d’aluminium ou de PVC perforées de différentes épaisseurs qui se fixent ou se vissent sur le dessus de la gouttière. Il y a aussi des modèles composés de brosses de métal ou de morceaux de mousse qui remplissent complètement la gouttière pour filtrer les débris. Enfin, certains modèles sont fabriqués en cuivre pour protéger les gouttières de cuivre qui réagissent aux autres métaux.
Indépendamment du modèle choisi, tous les systèmes de protection de gouttières doivent être inspectés deux fois par année aux fins de nettoyage et de réparation.

### Inconvénients
Les protèges gouttières, en fonction des types de végétaux situés dans l'environnement des constructions ne sont pas forcément la solution parfaite : feuilles plates se collant à plat sur les grilles, aiguilles de résineux se "plantant" dans les protèges gouttières, etc. Une autre solution consiste donc en la mise en place de crapaudines aux jonctions des gouttières et des descentes.